# Forrest Taylor

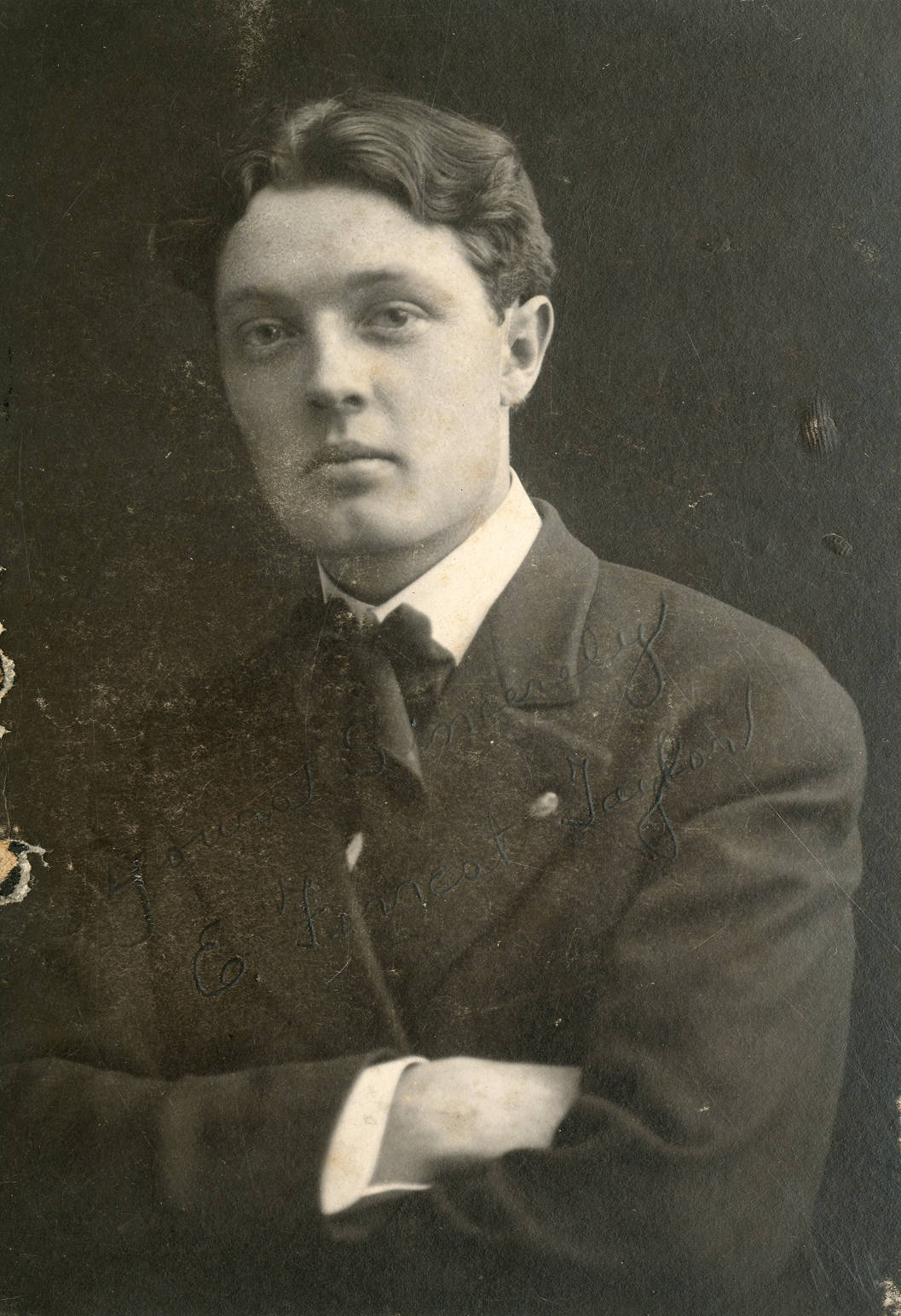
Edwin Forrest Taylor (1911)

Edwin Forrest Taylor (* 29. Dezember 1883 in Bloomington, Illinois; † 19. Februar 1965 in Garden Grove, Kalifornien) war ein US-amerikanischer Schauspieler.

## Leben
Taylor begann sein Arbeitsleben im Zeitungsgewerbe – sein Vater war dort tätig –, bevor er 1915 zum Film kam. Zwei Jahre später ging er an den Broadway, wo er unter anderem mit Clara Kimball Young Erfolge feierte und ab der zweiten Hälfte der 1920er Jahre seine eigene Truppe hatte.
1933 kehrte er zum Film zurück und trat bis 1959 in über 300 Filmen, davon 200 Western, meist aus der B-Produktion, neben allen Größen der Serienfilme auf. Dabei wechselte er von väterlichen Freunden zu den Bösewichtern im Hintergrund, oft im selben Film. Nachdem er 1941 in dem musikalischen Western Ridin’ on a Rainbow einen Rancher verkörpert hatte, spielte er 1942 in der Verfilmung Die Freibeuterin (The Spoilers) den Bösewicht Bennett.
Im Alter fand er auch Zeit für zahlreiche Fernsehrollen, darunter Doc Brannon in Der Mann ohne Colt (1957–1959) und als Familienopa in This is the Life. Auch in der Hochzeit der Serial-Produktionen war er etwa 35 Mal in der Besetzungsliste zu finden. Zuletzt stand er 1963 für eine Fernsehserie vor der Kamera.

## Filmografie (Auswahl)
- 1915: The Terror of Twin Mountains (Kurzfilm)
- 1916: The White Rosette
- 1926: Das Testament des Goldsuchers (No Man’s Gold)
- 1930: Reno
- 1933: Die Wasserrechte von Lost Creek (Riders of Destiny)
- 1935: Das Mädchen, das den Lord nicht wollte (The Gilded Lily)
- 1935: Mississippi
- 1935: Tom Mix, der Wunderreiter (The Miracle Rider)
- 1936: Gespensterreiter der Prärie (Desert Phantom)
- 1936: Charlie Chan beim Pferderennen (Charlie Chan at the Race Track)
- 1936: Reefer Madness
- 1937: Der Überfall auf den Goldexpress (Courage of the West)
- 1939: Auf in den Kampf (Stand Up and Fight)
- 1939: Auf heißer Spur (Texas Wildcats)
- 1940: Der junge Edison (Young Tom Edison)
- 1940: Der Kampf um die Goldmine (Frontier Crusader)
- 1940: Die Bande der Fünf (When the Daltons Rode)
- 1940: Ein Cowboy lebt gefährlich (Trailing Double Trouble)
- 1940: Fuzzy außer Rand und Band (Billy the Kid’s Gun Justice)
- 1941: Faustrecht in Texas (The Lone Rider Rides On)
- 1941: Ridin’ on a Rainbow
- 1941: Fuzzy bricht den Terror (Billy the Kid’s Fighting Pals)
- 1942: Der wilde Bill (Wild Bill Hickok Rides)
- 1942: Piraten im karibischen Meer (Reap the Wild Wind)
- 1942: Die Freibeuterin (The Spoilers)
- 1942: Jukebox-Fieber (Juke Girl)
- 1942: Der Draufgänger von Boston (In Old California)
- 1942: Nyoka – Herrin der Beduinen (Perils of Nyoka)
- 1943: Auch Henker sterben (Hangmen Also Die!)
- 1943: Corregidor
- 1943: Laurel und Hardy: Schrecken aller Spione (Air Raid Wardens)
- 1943: Der Sheriff von Kansas (The Kansan)
- 1944: Wilson
- 1944: Der Rächer mit der Maske (Zorro’s Black Whip)
- 1944: Das Lied des goldenen Westens (Can’t Help Singing)
- 1945: Falsche Scham (Mom and Dad)
- 1945: Die Macht des Whistler (The Power of the Whistler)
- 1946: Der Mann mit der Totenmaske (The Crimson Ghost)
- 1947: Endlos ist die Prärie (The Sea of Grass)
- 1947: Die Todesreiter von Kansas (Trail Street)
- 1947: Die Unbesiegten (Unconquered)
- 1948: Der Rächer der Todesschlucht (Albuquerque)
- 1948: Flucht nach Nevada (Four Faces West)
- 1948: Abrechnung in Coroner Creek (Coroner Creek)
- 1948: Superman (Im Netz der Schwarzen Spinne)
- 1948: Der Schrecken von Texas (Return of the Bad Men)
- 1948: Die Plünderer von Nevada (The Plunderers)
- 1949: Bruce Gentry – Daredevil of the Skies (Bruce Gentry)
- 1949: Konterbande (South of St. Louis)
- 1949: Sumpf des Verbrechens (Scene of the Crime)
- 1949: Texaspolizei räumt auf (Deputy Marshal)
- 1950: Montana
- 1950: Winchester ’73 (Sprechrolle)
- 1951: Zorro – Flammen der Rache (Don Daredevil Rides Again)
- 1951: Ein Herz für Danny (Close to My Heart)
- 1952: Mann gegen Mann (Lone Star)
- 1952: Die roten Teufel von Arizona (Flaming Feather)
- 1952: Engel der Gejagten (Rancho Notorious)
- 1952: Der Tag der Vergeltung (Untamed Frontier)
- 1952: Park Row
- 1953: Mündungsfeuer (Gunsmoke)
- 1953: Schwere Colts in zarter Hand (Calamity Jane)
- 1954: Der Rächer von Montana (Bitter Creek)
- 1954: Der Sheriff ohne Colt (The Boy from Oklahoma)
- 1954: Aufruhr in Laramie (Rails Into Laramie)
- 1954: Gala-Premiere (Ring of Fear)
- 1954: Duell in Socorro (Dawn at Socorro)
- 1955/1961: Lassie (Fernsehserie, 2 Folgen)
- 1957: Der Mann mit den 1000 Gesichtern (Man of a Thousand Faces)
- 1957: Fury (Fernsehserie, Folge 3x03)
- 1957–1959: Der Mann ohne Colt (Man Without a Gun, Fernsehserie, 22 Folgen)
- 1958: Abenteuer im wilden Westen (Zane Grey Theater, Fernsehserie, Folge 2x23)
- 1959: Vater ist der Beste (Father Knows Best, Fernsehserie, Folge 5x17)
- 1960: Maverick (Fernsehserie, Folge 3x26)
- 1960: Dezernat M (M Squad, Fernsehserie, Folge 3x32)
- 1960, 1961: Cheyenne (Fernsehserie, 2 Folgen)
- 1960, 1962: Bonanza (Fernsehserie, 2 Folgen)
- 1963: Sprung aus den Wolken (Ripcord, Fernsehserie, Folge 2x33)